# Всеобщий союз трудящихся
Всеобщий союз трудящихся (сокр. ВСТ; исп. Unión General de Trabajadores, сокр. UGT) — профессиональный союз Испании, организованный в 1888 году в Барселоне Пабло Иглесиасом. Изначально имел марксистскую, затем — реформистскую социал-демократическую ориентацию. Ныне объединяет более миллиона членов.

## История
С момента возникновения профсоюз имел тесные связи с созданной в 1879 году тем же Пабло Иглесиасом Испанской социалистической рабочей партией (ИСРП). Первым председателем ВСТ стал Антонио Гарсия Кехидо. В период Первой мировой войны ВСТ поддерживал тактику сотрудничества с более радикальным синдикалистским профобъединением «Национальная конфедерация труда» (НКТ, CNT). Однако во время правой диктатуры Примо де Ривера их пути разошлись: НКТ находился в радикальной конфронтации с режимом, а ВСТ пытался найти способы легальной работы. 
Всеобщий союз трудящихся под началом Франсиско Ларго Кабальеро, возглавившего его и ИСРП после смерти Иглесиаса, имел большое политическое влияние в период Второй республики, насчитывая более миллиона членов. До и во время Гражданской войны Всеобщий союз трудящихся выступал против анархически настроенного конкурирующего профсоюза «Национальная конфедерация труда». Из-за внутренних разногласий Кабальеро ушёл с поста генерального секретаря ВСТ после 1937 года.
Во время диктатуры Франко Всеобщий союз трудящихся находился в подполье и проводил свои съезды в эмиграции в Тулузе. Легализовался в 1977 году после смерти каудильо и на сегодняшний день является самым многочисленным профсоюзом Испании, соревнуясь по количеству членов с коммунистическими «Рабочими комиссиями» и далеко опережая анархо-синдикалистские «Всеобщую конфедерацию труда» и «Национальную конфедерацию труда».

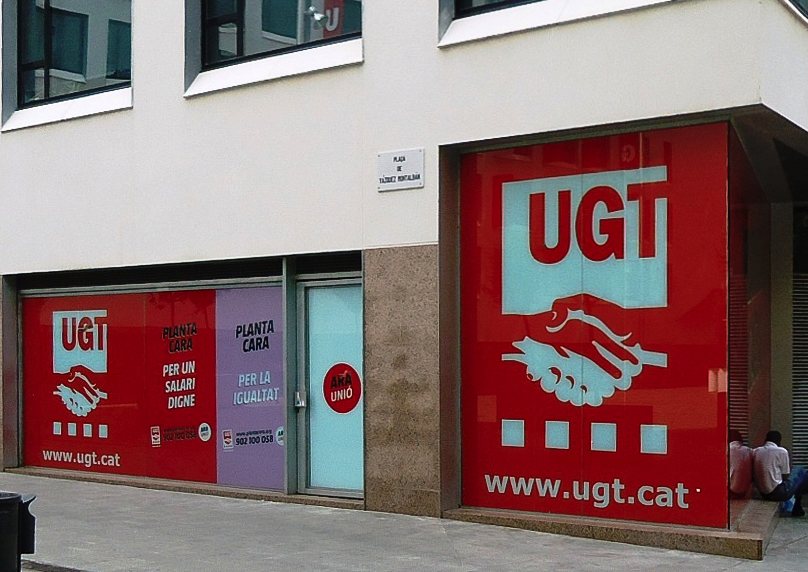
Офис ВСТ в Барселоне

Помимо собственно профсоюзной деятельности Всеобщий союз трудящихся выступает в качестве агентства по подбору работы и осуществляет помощь работникам, оказавшимся в сложных жизненных обстоятельствах, в том числе иммигрантам.